# Bogha al-Khabir
Bogha al-Kabir, Bugha al-Kabir o Bugha el Vell fou general i governador (ostikan) d'Armènia del 852 al 855.
Va participar en les operacions contra Babak el 837.
El 230 de l'hègira (844-845) va participar en les expedicions contra les tribus rebels de la regió de Medina.
El 852 el califa al-Mutawakkil el va enviar a Armènia amb la missió de fer tornar a l'obediència als emirs musulmans i als prínceps armenis. Es va instal·lar a Khelat d'on va passar a Taron per fer presoners els fills de Bagrat I Bagratuní, Asoci i David. A la regió, hi va matar trenta mil persones. Va saquejar l'Apahunik, al nord del llac Van mentre el seu lloctinent Zirak devastava la part sud (el Reixtunik), els habitants del qual es van refugiar al Mokq on els va perseguir i en va matar centenar i va fer molts presoners que foren convertits en esclaus. Després va atacar la ciutat de Van que va incendiar. Asoci de Baspracània es va tancar a la fortalesa (Dleak) de Nkan (Nekhan) on fou assetjat per Bogha que va establir el seu camp a Lokoravat. Dos lloctinents d'Asoci, Musel Vahevuní i Baanes Truni es van aliar secretament a Bogha. Asoci es va haver de rendir i fou empresonat amb el seu fill, el nen Grigor Derenik, i altres familiars, i foren enviats a Samarra. Jordi Haketsi i Khosro Gabelian, que van tractar d'alliberar-los, foren capturats i executats.
Llavors Bogha es va llançar contra Gurguèn Arzeruni, germà d'Asoci, Aquest es va refugiar al Orsitaniq (al Albag) a la vila de Thov a la vall del Arianlidj (Llac de la sang). Gurguèn va encarregar a sa mare Rhipsime de negociar, però no va reeixir i finalment va haver de presentar combat. Els armenis, combatent amb la desesperació de la situació, desferen l'exèrcit musulmà. Llavors va demanar audiència a Bogha i aquest el va reconèixer com a príncep de Baspracània al lloc de sa germà Asoci. Només proclamat Bogha va fer traïció i el va fer agafar i carregar de cadenes i el va enviar a Samarra junt amb la mare Rhipsime. Gregori Arzeruni, germà de Gurguèn, va fugir a Abkhàzia. La branca menor dels Arzerunis, representada per Gurguèn fill d'Abubeldj, va fugir a terres del seu oncle matern Kurdik Mamiconi al Bagrevand. Bogha també hi va anar i va capturar el fill de Kurdik, Gregori Mamiconi, que també fou enviat a Samarra, i Kurdik va haver de fugir a Sper, seu d'un príncep bagràtida protegit dels romans d'Orient.
Bogha va passar l'hivern del 852 al 853 a Dvin. El 3 de novembre del 853 va fer matar centenars de captius que no es volien convertir a l'Islam (els anomenats màrtirs atomians).
El 853 Simbaci VIII Bagratuní va anar a fer acta de fidelitat al general Bogha el vell a Dvin. El seu fill Asoci (el futur Asoci I el Gran) era assessor de Bogha pels afers militars. Bogha va dirigir una expedició contra l'emir d'Arzèn, que tot i que el 850 havia obeït l'ordre de recaptar els impostos i tributs endarrerits del príncep Bagràtida de Taron, després el va ajudar contra el següent ostikan; i també feu una expedició contra l'emir de Tbilisi, Ishak. El primer fou fet presoner i enviat a Samarra i el segon, que feia 20 anys que governava (833-853) fou crucificat i decapitat i la ciutat incendiada (amb ajut del curopalata de Klardjètia Bagrat)
Seguidament Bogha va fer una expedició contra els Tsanar, muntanyesos indòmits de les fonts dels rius Aragvi i del Alazan, als quals no va poder sotmetre i va deixar la regió amb milers de baixes a les seves files.
El príncep armeni de Katshen o Artsakh (a l'Aghuània), Abu Musa Isai, fill d'Aternerseh de Siunia (Aternerseh havia conquerit Artsakh vers 828 o [829] i des de llavors es va titular rei dels Aghuans), que havia rebut l'ordre de Bogha de sotmetre's, va decidir resistir davant l'exemple dels Tsanar. Bogha es va establir a Bardaa, la vila que feia de capital quan Dvin estava en mans d'ostikans rebels. Els atacs de Bogha no van reeixir. Simbaci VIII Bagratuní li va recomanar coratge. Després d'un any de lluita sense èxit, va arribar l'ordre de Samarra (seu del califa) de donar l'aman (perdó) al príncep. Una vegada establerta la pau, Abu Musa fou rebut amb honors, però se'l va obligar a viatjar a Samarra. També el seu pare Aternerseh fou fet presoner més tard. Per aquest temps Asoci Bagratuní (el futur Asoci I el Gran) va obtenir el perdó per a Gurguèn (fill d'Abubeldj) que va poder tornar de Sper a les seves terres ancestrals de Mardastan. Però a Baspracània els naturals del país, després del que havia passat amb els Tsanars, s'havien revoltat contra Bogha dirigits per Abu Djafr Arzeruni, i Gurguèn en tornar va agafar la direcció de la revolta (Abu Djafr va fugir) i va derrotar l'exèrcit enviat per Bogha a Ordakh a l'entrada del Haiots Tzor (la Vall dels Armenis) al sud-est del llac Van, victòria que de fet va alliberar d'àrabs Baspracània, ja que Bogha va optar per reconèixer Gurguèn com a príncep a canvi d'una submissió nominal. No va tardar a disputar-li el poder Gregori Arzeruni, germà d'Asoci Arzeruni, que havia fugit a Abkhàzia i havia tornat amb suport del curopalata bagràtida de Klardjètia i dels romans d'Orient. Gurguèn el va rebutjar i davant el perill àrab els dos cosins van fer les paus i es van repartir el país: Gurguèn el Reixtunik i Mardastan i Grigor la resta. Però Grigor va morir poc després i Gurguèn va recuperar el poder complet.
Vers el 855 Bogha va atacar el principat de Siunia Oriental governat per Vasaces i son germà Ashhot. Els atacats es van refugiar a la fortalesa de Balkh que, si bé no va poder ser ocupada, va patir molt, i Vasaces va fugir a Kotaiq i finalment al Gardman on el príncep local, l'ixkhan Ketridj, el va empresonar i el va entregar a Bogha; també el seu germà Asoci fou fet presoner poc després. Però la traïció de Kutridj no li va servir per deslliurar-se de Bogha atès que aquest va entrar al principat i el va fer presoner; després va envair el Outi o Uti i va fer presoner Esteve Kun senyor dels Sevordiq. La vila de Shamkur, a la riba del Kura, que havia estat destruïda un temps abans pels khàzars, fou repoblada de musulmans i formaria amb Gandja i Bardaa la tríada de ciutats per vigilar l'Armènia oriental. L'últim príncep que Bogha va enviar a Samarra fou a Simbaci VIII Bagratuní, el més lleial però que no per això se'n va deslliurar: li va dir que anés a veure el califa que el faria príncep d'Armènia però quan va arribar el van empresonar.
Avançat el 855 Bogha va tornar a Samarra. Allí estaven tots els prínceps armenis que havia derrotat: Bagrat I Bagratuní de Taron (i els seus fills Asoci i David), Simbaci VIII Bagratuní príncep de Bagaran, Asoci Arzeruni de Baspracània (amb el seu fill Grigor i el seu germà Gurguèn), els prínceps de Siunia Oriental Vasaces i Asoci i els seus parents de Grigor i Felip, els prínceps de Siunia i Aghuània Aterneseh i Abu Musa Esai, el príncep Shal de Shake, Joan de Sassun, Gregori Mamiconi de Bagrevand, Esteve Kun dels Sevordiq, Ketridj de Gardman i Nerseh de Garithaianik. Joan de Sassun fou executat per haver matat l'ostikan Yusuf ben Abu Said ben Marwazi (851-852). Esteve fou també executat per una venjança personal del califa. Els altres es van salvar mitjançant conversió a l'islam, menys Simbaci Ablabàs que no es va voler convertir i va ser retingut fins a la seva mort.
Bogha encara va prendre part a l'expedició contra els romans d'Orient de l'any 857.
El 861 quant fou assassinat Al-Mutawakkil estava absent, i va retornar corrents a Samarra i va donar suport als altres oficials turcs per imposar al-Mustain com a califa (862).
Va morir el mateix 862. El seu fill Musa ibn Bogha va dirigir temporalment a Samarra el servei del Barid (correus i informació del califat).
El seu successor com a ostikan fou Muhàmmad ibn Khàlid.